# Saltos ornamentais nos Jogos Olímpicos de Verão da Juventude de 2010 - Plataforma 10 m individual masculino
A competição da categoria plataforma de 10 m masculino dos saltos ornamentais nos Jogos Olímpicos de Verão da Juventude de 2010 foi realizada no dia 24 de agosto no Complexo de Natação de Toa Payoh, em Cingapura. Oito competidores disputaram a fase de qualificação às 13:30 e a final às 20:30, sempre no horário de Cingapura.

## Medalhistas
| Ouro   | CHN Qiu Bo           |
| Prata  | UKR Oleksandr Bondar |
| Bronze | MEX Ivan Garcia      |

## Resultados
| Pos.              | Atleta                    | Qualificação | Qualificação | Final  | Final |
| Pos.              | Atleta                    | Pontos       | Pos.         | Pontos | Pos.  |
| ----------------- | ------------------------- | ------------ | ------------ | ------ | ----- |
| Medalha de ouro   | CHN Qiu Bo                | 643.25       | 1            | 673.50 | 1     |
| Medalha de prata  | UKR Oleksandr Bondar      | 563.55       | 2            | 605.55 | 2     |
| Medalha de bronze | MEX Ivan Garcia           | 505.55       | 3            | 515.70 | 3     |
| 4                 | GER Tim Pyritz            | 467.50       | 4            | 498.30 | 4     |
| 5                 | VEN Robert Paez           | 464.50       | 5            | 483.20 | 5     |
| 6                 | PRK Il Myong Hyon         | 425.60       | 7            | 469.85 | 6     |
| 7                 | MAS Tze Liang Ooi         | 463.05       | 6            | 435.55 | 7     |
| 8                 | CAN Marc Sabourin-Germain | 407.75       | 8            | 433.05 | 8     |